# 北参道放送局
北参道放送局（きたさんどうほうそうきょく）は、東京都渋谷区千駄ヶ谷にあるインターネット放送局。「来たくなる！(KITA)　参加したくなる(SAN)」をコンセプトとし、アイドル、バラエティを中心とした番組を毎日放送している。レギュラー放送の他、番組と連動したイベント・握手会・ライブイベント等も行っている。
現在はスタジオを曙橋のSTUDIO P&Mにて放送をしている。
住所：東京都新宿区市ヶ谷台町4‐2大鷹ビルB1（2014年11月現在）

## これまで放送した番組
- 進め! あるある探検隊! レギュラーのお楽しみ会
  - 出演：レギュラー(松本康太　西川晃啓)
- 渋沢一葉の「ノープラン。」
  - 出演：渋沢一葉
- 三遊亭多歌介presents　芸人vs視聴者大喜利バトル
  - 出演：三遊亭多歌介
- 『TOKYO HEADLINE 第2会議室』
  - 『TOKYO HEADLINE 第2会議室〜赤ペン瀧川先生と黒田勇樹のめくりあい〜』
    - 出演：赤ペン滝川先生　黒田勇樹

  - 『TOKYO HEADLINE 第2会議室〜生ネコバニーの冒険〜』
    - 出演：阿部恍沙穂　安友健二(猫デココ)・根本豊
- 「さんまるに!!」
  - 出演：shuu 石川佳那
- 「ホリプロ発ガールズ演劇ユニット！Girl＜s＞ACTRYこうじょう委員会」
  - 出演：Girl＜s＞ACTRY
- 「芸人？女優？音羽七美の『劇団☆サウンドフェザーウェーブ』
  - 出演：音羽七美　椎名茉莉
- 北参道法律相談所
  - 出演：高村定憲　井上結華
- G→L Keep Sound
  - 出演：G→L (ジール)
- 『ChuからはじめるChu-Z night』 〜Chuいてこい！〜
  - 出演：Chu-Z
- 光上せあら＆河内麻沙美の「抜け駆け!!女塾」
  - 出演：光上せあら　河内麻沙美　アキシブproject
- 成田童夢の「ア・イ・ヲ・タ」〜アイドル×ヲタ芸＝∞〜
  - 出演：成田童夢＆涼城えみ
- 松原夏海の「723(なっつみ〜)チャレンジ！」
  - 出演：松原夏海　[[ヒカリゴケ（片山裕介、国沢一誠）]]
- CYBORG KAORIの「細胞解剖局♪」
  - 出演：サイボーグかおり　夏目亜季
- 「松竹芸人 チキチキジョニー&ヒカリゴケのアイドル発掘↑↑もぐら©」
  - 出演：チキチキジョニー　ヒカリゴケ
- 英会話講師・長井秀和の「NO Glove, NO Love!!」
  - 出演：長井秀和　古谷香織
- 北参道放送局「女だらけの24時間ナマ放送！～チャリティーから！100キロマラソンまで！みんなまとめてヤッちゃいます！！」
  - 出演：MC渋沢一葉　ダーブロウ有紗　BLUE MOON BOO　7cm　ジェラシー河嶋　河嶋まいこ　前田由紀　鈴岡めみ　宝城カイリ　安川悪斗　他
- 「平成琴姫のお仕事帰りは推し琴しナイト」
  - 出演：平成琴姫
- 「1万人イクまで完全拘束生放送!!渋沢一葉・田井中茉莉亜の挑戦!!」
  - 出演：渋沢一葉　田井中茉莉亜
  - 内容：「ニコニコチャンネルとUstreamでの累計視聴者数が1万人以上になるまで

渋沢一葉と田井中茉莉亜を完全拘束!!」累計1万人を超えるまで終わらないという特別番組。
2013年10月12日(土)19：00～からスタートし、開始から15時間43分で見事累計1万人達成!!
- 「EARTH ONE 世界トモダチ計画!!」
  - 出演：渋沢一葉　ハーディ　キラム　ムサ　サプ　ギョウウ　サコ　オジエル　カイル　シャル　ハルカ　アミリ　ベルナール・アッカ
  - 内容：日本は正にグローバル！国境を越えて「世界おトモダチ計画」を軸に番組を展開！様々な国のアースワンメンバーを日本人アイドル「渋沢一葉」と外国人MCの目を通して学び、お互いの文化を紹介しながら「世界オトモダチ計画」を実現していくインターナショナルプログラム！
- 「えるじゅの take×talk×time」
  - 出演：えるじゅ　村上ダニエル　松江大樹　庄司晃介　田中勇次
  - 内容：ファッション誌やイベントで活躍中の【えるじゅ】がトーク番組で司会に挑戦！いままで観られなかった2人のあんな姿やこんな姿...生放送だからこそのハプニングも！？ロケ企画では、あなたの住んでいる街に遊びに行くかもしれません♪えるじゅの初冠番組、観てください！！
- 「お笑いHIGHスクール」
  - 出演：ロングスラング　金子ほまれ　ちょっといい感じのコンビ。　有明ポスター　しぶけん
  - 内容：賞金10000円と冠番組をかけて芸人たちがネタ・トーク・企画でガチんコトーク！ここでしか見られない芸人たちの本領を発揮させる追い込まれた姿を見逃すな！
- 「ゴゴイチパンダ」
  - 出演：渋沢一葉　ロングスラング　花紫麻弥　橘杏奈　しぶけん石川佳那　山田虎次郎　バスローブ栗田　牛乳プリン　花城アリナ
  - 内容：午後からのあなたを情報通にしちゃう北参道放送局が発信するお昼の情報バラエティー